# Paul Blain
Pour les articles homonymes, voir Blain (homonymie).
Paul Blain est un acteur et scénariste français, né le 27 décembre 1960 à Boulogne-Billancourt. Il est le fils du réalisateur et acteur Gérard Blain.

## Biographie
Il commence sa carrière d'acteur à l'âge de 20 ans en incarnant Bambi dans le film Girls de Just Jaeckin. Il a joué dans la série télévisée Châteauvallon dans le rôle de Teddy Kovalic le fils d'Albertas Kovalic qui est interprété par Raymond Pellegrin. Il est dirigé par son père deux fois d'abord dans La Fortune de Gaspard, le téléfilm réalisé par ce dernier, et dans Ainsi soit-il, qui sera son dernier film avant de disparaître brutalement et que Paul Blain scénarisera également. Paul Blain est le numéro 1096 du Cinématon de Gérard Courant.

## Filmographie

### Acteur

#### Cinéma
- 1980 : Girls de Just Jaeckin : Bambi
- 1984 : Souvenirs, Souvenirs d'Ariel Zeitoun : Étienne
- 1985 : L'Aube de Miklós Jancsó : David
- 1989 : Cinématon no 1096, film documentaire de Gérard Courant : lui-même
- 1989 : L'Homme imaginé de Patricia Bardon : Thomas
- 1992 : Le Ciel de Paris de Michel Béna : Lucien
- 1994 : Néfertiti, la fille du soleil de Guy Gilles : Yamé
- 1995 : Jusqu'au bout de la nuit de Gérard Blain : Christian
- 2000 : Ainsi soit-il de Gérard Blain : Régis Vasseur
- 2007 : Tout est pardonné de Mia Hansen-Løve : Victor
- 2017 : Un beau soleil intérieur de Claire Denis : Sylvain
- 2022 : Nos cérémonies de Simon Rieth : Paul
- 2022 : Astrakan de David Depesseville : le grand-père

#### Télévision
- 1981 : Cinq-Mars (téléfilm) de Jean-Claude Brialy : Cinq-Mars
- 1984 : Série noire (série télévisée) : J'ai bien l'honneur de Jacques Rouffio : Charlie
- 1985 : Châteauvallon (série télévisée) de Serge Friedman, Paul Planchon et Emmanuel Fonlladosa : Teddy Kovalic
- 1993 : Une femme sans histoire (téléfilm) d'Alain Tasma : Miguel
- 1993 : La Fortune de Gaspard (téléfilm) de Gérard Blain : le photographe Nadar

### Scénariste
- 1980 : Girls de Just Jaeckin
- 2000 : Ainsi soit-il de Gérard Blain